# Téras
Téras er et album af det svenske melodiske black metal-band Naglfar der blev udgivet i 2012.

## Trackliste
1. . "Téras" – 02:16
2. . "Pale Horse" – 03:38
3. . "III: Death dimension Phantasma" – 04:15
4. . "The Monolith" – 06:33
5. . "An Extension of his Arm and Will" – 04:46
6. . "Bring out your Dead" – 04:49
7. . "Come Perdition" – 05:43
8. . "Invoc(H)ate" – 04:24
9. . "The dying Flame of Existence" – 08:11
10. . "Tired Bones" – 05:12